# پنتالوگ
پنتالوگ (انگلیسی: Pentalog) شرکت نرم‌افزار فرانسوی است، که در سال ۱۹۹۳ تأسیس شد.